# 盧盧阿河
盧盧阿河（法語：Luluwa），是剛果民主共和國的河流，位於該國南部，處於剛果盆地地區，是開賽河的右支流，河道全長900公里，河畔城鎮有卡南加。